# Gomersal
Gomersal è un paese di 15.000 abitanti della contea del West Yorkshire, in Inghilterra.